# Orconectes peruncus
Orconectes peruncus là một loài tôm sông trong họ Cambaridae.